# St. Michael im Lungau
St. Michael im Lungau é um município da Áustria, situado no distrito de Tamsweg, no estado de Salzburgo. Tem 68,83 km² de área e sua população em 2019 foi estimada em 3.521 habitantes.